# Many Elements
『MANY ELEMENTS』（メニー・エレメンツ）はNew Cinema 蜥蜴の2枚目のアルバム。

## 内容
事実上のラストアルバムで、9枚目のシングル「Free Bird」と同時発売であるが、収録されていない（尚、規格品番はこちらのほうが若く、先に発売された、という認識の可能性はある）。「Pocket」は後に、車谷啓介、岩井勇一郎が所属したバンド、三枝夕夏 IN dbとして「笑顔でいようよ」のカップリングにて、セルフカバーされた。

## 収録曲
1. Green Love
2. Lovely Generation〜goes&fights〜
3. Mercy Place
4. Breeze
5. EARTH
6. Messenger (Album version)
7. Pocket
8. I WANT TO HOLD YOUR HAND
9. Morning Wonderland
10. mystery world
11. Keep on Burning Fire
12. Song of Heart

- 全作詞：舩木基有（#7、9は車谷啓介）、全作曲：岩井勇一郎（#9は脇田啓行）、全編曲：New Cinema 蜥蜴 (#5 Additional programmed, recorded and mixed by Lightin' grooves)